# Psolus chitonoides
Psolus chitonoides is een zeekomkommer uit de familie Psolidae.
De wetenschappelijke naam van de soort werd in 1901 gepubliceerd door Hubert Lyman Clark.